# Horní Branná
Horní Branná är en ort i Tjeckien. Den ligger i den norra delen av landet, 100 km nordost om huvudstaden Prag. Horní Branná ligger 460 meter över havet och antalet invånare är 1 798.
Terrängen runt Horní Branná är platt åt sydväst, men åt nordost är den kuperad.Runt Horní Branná är det ganska tätbefolkat, med 70 invånare per kvadratkilometer. Närmaste större samhälle är Vrchlabí, 3,4 km nordost om Horní Branná. Omgivningarna runt Horní Branná är en mosaik av jordbruksmark och naturlig växtlighet.